# Реинсве, Ренате
Ренате Реинсве (норв. Renate Reinsve; род. 24 ноября 1987, Солбергельва, Бускеруд, Норвегия) — норвежская актриса театра и кино, лауреат награды Каннского кинофестиваля 2021 года за лучшую женскую роль.

## Биография
Ренате Реинсве родилась в 1987 году. Она окончила школу искусств в Осло, стала членом актёрской труппы в Трёнделагском театре (Тронхейм). В 2014 году получила премию Хедды за роль в спектакле по пьесе Фридриха Дюрренматта «Визит старой дамы». С 2016 года служит в Норвежском театре (Осло). Реинсве снималась в фильмах «Осло, 31-го августа» (2011), «Компания Орхейм» (2012), «Добро пожаловать в Норвегию» (2016). В 2021 году она сыграла главную героиню в картине Йоакима Триера «Худший человек на свете», вошедшей в основную программу Каннского кинофестиваля. Жюри удостоило Реинсве награды за лучшую женскую роль. Во время вручения она разрыдалась на сцене.
Снималась в роли Кэролин Полимус в Презумпция невиновности (телесериал, 2024).
В 2024 году Реинсве появилась в двух громких фестивальных проектах: «Другой человек» (Берлинский кинофестиваль) и «Арман» (Канны). В 2025 году вышел ещё один фильм Йоакима Триера, «Сентиментальная ценность», в котором Реинсве играет одну из главных ролей.

## Фильмография
| Год  |   | Русское название         | Оригинальное название   | Роль     |
| ---- | - | ------------------------ | ----------------------- | -------- |
| 2011 | ф | Осло, 31-го августа      | Oslo, 31. august        | Ренате   |
| 2021 | ф | Худший человек на свете  | Verdens verste menneske | Джули    |
| 2024 | ф | Другой человек           | A Different Man         | Ингрид   |
| 2024 | ф | Арман                    | Armand                  | Элизабет |
| 2024 | ф | Другой выход             | Another End             | Зои      |
| 2025 | ф | Сентиментальная ценность | Sentimental Value       | Нора     |